# Paralaubuca typus
Cá thiểu mẫu còn gọi là cá thiểu nam (Danh pháp khoa học: Paralaubuca typus) là một loài cá thuộc chi cá thiểu nam trong họ cá chép bản địa của vùng Đông Nam Á. Cá có sản lượng khai thác tương đối nên có những giá trị kinh tế nhất định. Mùa vụ khai thác chúng tập trung vào mùa mưa khi mực nước dâng cao.

## Phân bố
Cá thiễu mẫu chúng phân bố ở lưu vực các sông Mekong, Maeklong và Chao Phraya cũng như bán đảo Mã Lai, chúng con phân bố ở Lào, Thái Lan, Myanmar, Campuchia và Việt Nam. Tại An Giang, cá được bắt gặp chủ yếu ở dòng chảy sông chính của sông lớn như sông Tiền, sông Hậu, tại các huyện An Phú, Tân Châu, Phú Tân, Tri Tôn, Chợ Mới. 

## Đặc điểm
Kích thước cá thường gặp 6,6–8,2 cm ứng với trọng lượng 1,8–6,4 gr. Kích cỡ tối đa cá có thể đạt dưới 18 cm. Thức ăn của cá là các loài động vật phiêu sinh, giáp xác, côn trùng vá ấu trùng chuồn chuồn. Đây là loài cá ăn nổi và di cư thành đàn lớn. Cá đẻ trứng khi mùa lũ bắt đầu từ tháng 5 - 7 ở trung lưu sông Mekong. Trứng cá và ấu trùng trôi theo dòng nước di cư vào vùng ngập của hệ thống sông Tonle Sap và vùng đồng bằng sông Cửu Long.